# Cristoforo II di Baden-Rodemachern
Cristoforo II di Baden-Rodemachern (Baden-Baden, 26 febbraio 1537 – Rodemachern, 2 agosto 1575) fu il primo margravio di Baden-Rodemachern. Era il secondo figlio del margravio Bernardo III di Baden-Baden e di Francesca di Lussemburgo.

## Biografia
Cristoforo II di Baden-Rodemarchen nacque a Baden-Baden il 26 febbraio 1537. Al raggiungimento della maggiore età, nel 1556, rinunciò al suo diritto su una parte del Baden-Baden a favore del fratello maggiore Filiberto in cambio di un'indennità annuale di 4000 fiorini. Ricevette inoltre Rodemachern come appannaggio e fondò quindi il ramo maggiore di Baden-Rodemachern.
Dal 1557 al 1561 fu nei Paesi Bassi, dove si unì alle campagne dell'esercito spagnolo. Nel 1564 si spostò in Svezia, dove sposò una sorella del re Erik XIV. Ritornò poi a Rodemachern, dove si costruì un palazzo e condusse una vita dispendiosa. Nel 1565, si recò a Londra, dove la regina Elisabetta I d'Inghilterra lo ricevette con onore. Tuttavia accumulò tanti debiti da essere costretto a farsi fornire dalla regina delle garanzie per poter lasciare il paese nel 1566. Nello stesso anno ereditò le signorie di Useldange, Pittingen e Roußzy.
Continuò a spendere troppo, mentre il suo paese soffriva dei disordini religiosi. I suoi debiti continuarono ad aumentare e tornò in Svezia, dove servì nell'esercito e combatté contro la Danimarca. Suo cognato, il re Giovanni III di Svezia lo infeudò dell'isola di Ösel.
Dopo diversi anni in Svezia, ritornò a Rodemachern, dove morì nel 1575. Gli successe suo figlio Edoardo Fortunato, che all'epoca era minorenne.

## Matrimonio e figli
Sposò l'11 novembre 1564 la principessa Cecilia di Svezia (6 novembre 1540 - 27 gennaio 1627), figlia del re Gustavo I di Svezia. Ebbero i seguenti figli:
- Edoardo Fortunato (17 settembre 1565 - 18 giugno 1600), margravio di Baden-Rodemachern e successivamente di Baden-Baden
- Cristoforo Gustavo (13 agosto 1566 - 18 gennaio 1609)
- Filippo III (15 agosto 1567 - 6 novembre 1620), margravio di Baden-Rodemachern
- Carlo (7 marzo 1569 - 1590)
- Bernardo (dicembre 1570 - febbraio 1571)
- Giovanni Carlo (1572 - 29 gennaio 1599), si unì ai Cavalieri ospitalieri

## Ascendenza
|                                              |                                         |                                            | Genitori                                |  |  | Nonni |  |  | Bisnonni                         |  |  | Trisnonni                         |  |
|                                              |                                         |                                            |                                         |  |  |       |  |  | Karl I, margravio di Baden-Baden |  |  | Jakob I, margravio di Baden-Baden |  |
|                                              |                                         |                                            |                                         |  |  |       |  |  | Karl I, margravio di Baden-Baden |  |  | Jakob I, margravio di Baden-Baden |  |
|                                              |                                         | Katharina von Lothringen                   |                                         |  |  |       |  |  | Karl I, margravio di Baden-Baden |  |  |                                   |  |
| Christoph I, margravio di Baden-Baden        |                                         |                                            |                                         |  |  |       |  |  | Karl I, margravio di Baden-Baden |  |  |                                   |  |
|                                              |                                         | Katharina von Österreich                   | Ernst I, duca di Stiria e Carinzia      |  |  |       |  |  |                                  |  |  |                                   |  |
|                                              |                                         | Katharina von Österreich                   | Ernst I, duca di Stiria e Carinzia      |  |  |       |  |  |                                  |  |  |                                   |  |
|                                              |                                         | Katharina von Österreich                   | Cimburgis von Masowien                  |  |  |       |  |  |                                  |  |  |                                   |  |
| Bernhard III, margravio di Baden-Baden       |                                         | Katharina von Österreich                   |                                         |  |  |       |  |  |                                  |  |  |                                   |  |
|                                              |                                         | Philipp II, conte di Katzenelnbogen        | Philipp I, conte di Katzenelnbogen      |  |  |       |  |  |                                  |  |  |                                   |  |
|                                              |                                         | Philipp II, conte di Katzenelnbogen        | Philipp I, conte di Katzenelnbogen      |  |  |       |  |  |                                  |  |  |                                   |  |
|                                              |                                         | Philipp II, conte di Katzenelnbogen        | Anna von Württemberg                    |  |  |       |  |  |                                  |  |  |                                   |  |
| Ottilia von Katzenelnbogen                   |                                         | Philipp II, conte di Katzenelnbogen        |                                         |  |  |       |  |  |                                  |  |  |                                   |  |
|                                              |                                         | Ottilie von Nassau-Dillenburg              | Heinrich II, conte di Nassau-Dillenburg |  |  |       |  |  |                                  |  |  |                                   |  |
|                                              |                                         | Ottilie von Nassau-Dillenburg              | Heinrich II, conte di Nassau-Dillenburg |  |  |       |  |  |                                  |  |  |                                   |  |
|                                              |                                         | Ottilie von Nassau-Dillenburg              | Genoveva von Virneburg                  |  |  |       |  |  |                                  |  |  |                                   |  |
| Christoph II, margravio di Baden-Rodemachern |                                         | Ottilie von Nassau-Dillenburg              |                                         |  |  |       |  |  |                                  |  |  |                                   |  |
|                                              | Louis de Luxembourg, conte di Saint-Pol | Pierre I de Luxembourg, conte di Saint-Pol |                                         |  |  |       |  |  |                                  |  |  |                                   |  |
|                                              | Louis de Luxembourg, conte di Saint-Pol | Pierre I de Luxembourg, conte di Saint-Pol |                                         |  |  |       |  |  |                                  |  |  |                                   |  |
|                                              | Louis de Luxembourg, conte di Saint-Pol | Marguerite des Baux                        |                                         |  |  |       |  |  |                                  |  |  |                                   |  |
| Antoine I de Luxembourg, conte di Ligny      | Louis de Luxembourg, conte di Saint-Pol |                                            |                                         |  |  |       |  |  |                                  |  |  |                                   |  |
|                                              |                                         | Jeanne de Bar                              | Robert de Bar, conte di Marle           |  |  |       |  |  |                                  |  |  |                                   |  |
|                                              |                                         | Jeanne de Bar                              | Robert de Bar, conte di Marle           |  |  |       |  |  |                                  |  |  |                                   |  |
|                                              |                                         | Jeanne de Bar                              | Jeanne de Béthune                       |  |  |       |  |  |                                  |  |  |                                   |  |
| Françoise de Luxembourg                      |                                         | Jeanne de Bar                              |                                         |  |  |       |  |  |                                  |  |  |                                   |  |
|                                              |                                         | Philippe I de Croÿ, conte di Chimay        | Jean II de Croÿ, conte di Chimay        |  |  |       |  |  |                                  |  |  |                                   |  |
|                                              |                                         | Philippe I de Croÿ, conte di Chimay        | Jean II de Croÿ, conte di Chimay        |  |  |       |  |  |                                  |  |  |                                   |  |
|                                              |                                         | Philippe I de Croÿ, conte di Chimay        | Marie de Lalaing                        |  |  |       |  |  |                                  |  |  |                                   |  |
| Françoise de Croÿ                            |                                         | Philippe I de Croÿ, conte di Chimay        |                                         |  |  |       |  |  |                                  |  |  |                                   |  |
|                                              |                                         | Walburga von Mörs und Saarwerden           | Vincent, conte di Mörs-Saarwerden       |  |  |       |  |  |                                  |  |  |                                   |  |
|                                              |                                         | Walburga von Mörs und Saarwerden           | Vincent, conte di Mörs-Saarwerden       |  |  |       |  |  |                                  |  |  |                                   |  |
|                                              |                                         | Walburga von Mörs und Saarwerden           | Anna von Pfalz-Simmern-Zweibrücken      |  |  |       |  |  |                                  |  |  |                                   |  |
|                                              |                                         | Walburga von Mörs und Saarwerden           |                                         |  |  |       |  |  |                                  |  |  |                                   |  |

## Fonti
- Johann Christian Sachs: Einleitung in die Geschichte der Marggravschaft und des marggrävlichen altfürstlichen Hauses Baden, Karlsruhe, 1769, part 3.